# Shiskine
Shiskine, schottisch-gälisch: Seasgann, ist eine kleine Ortschaft auf der schottischen Insel Arran in der Council Area North Ayrshire.
Sie zieht sich entlang einer Straße nahe der Südostküste der Insel abseits der A841, der Hauptstraße von Arran. Brodick, der Hauptort der Insel, ist rund zwölf Kilometer entfernt. Nördlich und östlich verläuft der Bach Clauchan Water, der an den Hängen des Beinn Bhreac entspringt. Im Jahre 1889 wurde in Shiskine die St Molios Church errichtet. Das von John James Burnet entworfene Bauwerk ist heute als Denkmal der höchsten schottischen Denkmalkategorie A klassifiziert.